# Kanton Comps-sur-Artuby
Kanton Comps-sur-Artuby is een voormalig kanton van het Franse departement Var. Kanton Comps-sur-Artuby maakte deel uit van het arrondissement Draguignan en telde 1109 inwoners (1999). Alle gemeenten werden opgenomen in het nieuwe kanton Flayosc.

## Gemeenten
Het kanton Comps-sur-Artuby omvatte de volgende gemeenten:
- Bargème
- Brenon
- Châteauvieux
- Comps-sur-Artuby (hoofdplaats)
- La Bastide
- La Martre
- La Roque-Esclapon
- Le Bourguet
- Trigance